# Picada Café
Picada Café (németül Kaffeeschneiss) egy község (município) Brazíliában, Rio Grande do Sul államban, a Gaúcho-hegység területén. Ma is jellemző rá a német bevándorlók kultúrája. 2020-ban a község népességét 5738 főre becsülték.

## Elnevezése
A picada elsődleges jelentése (át)szúrás, de jelenti az erdőben bozótvágó késsel nyitott csapást is, amely lehetővé teszi az emberek, járművek áthaladását. A brazil (szub)trópusi erdők irtásain létrehozott települések, tanyák gyakori neve picada volt, például Picada Holanda, Picada Feliz, Picada Francesa, Picada Dois Irmãos, Picada 48 stb.
A településen volt egy kis kávéültetvény (más változatok szerint a kupecek itt álltak meg kávézni), ezért neve Picada do Café, majd később Picada Café lett.

## Története
A 19. században megkezdődött az óceánparttól távol eső területek gyarmatosítása. A Porto Alegretől északra eső egyik nagyobb település a német bevándorlók által alapított São Leopoldo volt, ahonnan indulva több ösvényt nyitottak a Gaúcho-hegység elzárt, barátságtalan területei felé, hogy lebonyolítsák a gyarmat kereskedelmét. A későbbi Picada Café ösvénye São Leopoldotól 24 kilométerre ágazott el a fő útból, és 15 kilométer hosszúságú volt. A környéken 1844-től kezdtek falvak kialakulni (Joaneta, Jammerthal, Picada Holanda, Picada do Café, Morro Bock, Quatro Cantos, Kaffeeck, Lichtenthal), melyek ma a község részei.
A helyet 1924-ben Joaneta néven São Leopoldo kerületévé nyilvánították, 1954-ben pedig a São Leopoldoból kiváló Nova Petrópolis kerülete lett. 1967-ben felvette a Picada do Café nevet. 1992-ben kivált és független községgé alakult Picada Café néven.

## Leírása
Székhelye Picada Café, további kerületei nincsenek. Hegyvidéki település folyókkal, vízesésekkel, túraösvényekkel; a német építészetet idéző 19. századi templomokkal és favázas házakkal. Ma is jellemző rá a német bevándorlók kultúrája. Gazdaságának fő pillérei a turizmus, bútorgyártás, bőrcserzés, cipőgyártás.
Áthalad rajta a Rota Romântica, a túlnyomórészt német jellegű községeket összekötő tematikus turistaút.